# Phryxe mandata
Phryxe mandata là một loài ruồi trong họ Tachinidae.